# きゃんでぃそふと
きゃんでぃそふと（Candysoft）は、株式会社インターハートのアダルトゲームブランド。
代表作は『姉、ちゃんとしようよっ!』、『つよきす』など。

## 概要
ブランドの設立は1996年で当時はキャンディソフトという名称であったが、2003年にスタッフの入れ替えを行いブランド名を「きゃんでぃそふと」に変更した。2006年には再びスタッフの一部が入れ替わりアルファベット標記の「Candysoft」を使うようになった。
2003年6月に「きゃんでぃそふと」としての初の作品となった『姉、ちゃんとしようよっ!』を、翌年に続編の『姉、ちゃんとしようよっ!2』を発売した。その後、2005年8月に発売された『つよきす』で、きゃんでぃそふととして初めてPC NEWSセールスランキング1位を記録した（05年8月後半・9月前半）。
ブランドの特徴はキャラ中心であり、コメディ、パロディブランドとして評価されている。代表作の「姉、ちゃんとしようよっ!」や「つよきす」もコメディ、パロディの要素が多く、またツンデレといった1つの属性に特化していることが挙げられる。ホームページは基本的に毎週金曜日に更新される。

## 作品一覧

### キャンディソフト[1]
- 1997年4月25日 - ときめいて誘惑
- 1997年9月26日 - 自慰（オナニー） -Peeping Boy-
  - 1999年6月25日 - 自慰 〜覗きの報酬〜
  - 2000年4月21日 - 自慰2 〜仔羊達の眠れない夜〜
  - 2001年7月13日 - 自慰☆すぽっと
- 1998年4月24日 - Gu（ぐぅ）♥も～ん遊戯 〜乙女たちへの愚問責め〜
- 1998年9月25日 - 幼なじみ
- 2002年2月15日 - Doki!Doki!お医者さんごっこ

### きゃんでぃそふと
- 2003年6月27日 - 姉、ちゃんとしようよっ!
- 2004年6月25日 - 姉、ちゃんとしようよっ!2
- 2005年8月26日 - つよきす
- 2006年12月15日 - みにきす 〜つよきすファンディスク〜
- 2007年9月21日 - すうぃと!
- 2008年4月25日 - つよきす2学期
- 2009年7月31日 - メカミミ
- 2010年7月30日 - もっと 姉、ちゃんとしようよっ!
- 2011年3月31日 - つよきす3学期
- 2011年6月24日 - もっと 姉、ちゃんとしようよっ! アフターストーリー
- 2011年12月22日 - つよきす Full Edition
- 2012年9月28日 - かみデレ
- 2012年11月30日 - もっと 姉、ちゃんとしようよっ! 限定ダブルパック[注 1]
- 2012年12月21日 - ガンナイトガール
- 2013年4月26日 - つよきす3学期 Full Edition
- 2013年12月20日 - つよきすNEXT
- 2014年6月27日 - 姉、ちゃんとしようよっ! 1+2ツインパック[注 2]
- 2014年10月31日 - あねよめカルテット
- 2015年05月29日 - ガンナイトガール -REPRICE EDITION-[注 3]
- 2015年9月25日 - あねよめコンチェルト
- 2015年9月25日 - あねよめコンチェルト Wedding Memories[注 4]
- 2015年12月25日 - つよきすFESTIVAL
- 2015年12月25日 - つよきすNEXT GENERATION ～NEXT＋FESTIVAL～[注 5]
- 2015年12月25日 - つよきすCHRONICLE ～COMPLETE～[注 6]
- 2016年12月22日 - 白衣の天使はお世話好き！～ラブラブエッチな入院生活～
- 2018年6月29日 - まおてん

### ぐみそふと
- 2010年4月30日 - 主に交われば朱くなる
- 2015年8月28日 - 天気雨

### 娘。（にゃん。）
- 2012年4月27日 - むりやり!?オトメDAYS
- 2020年6月26日 - 朝起きたら美少女になってたボクにお願いがあるんだって?しょうがないにゃあ・・いいよ。

### マーブルCandySoft
- 2013年5月31日 - 恋もHもお勉強も、おまかせ!お姉ちゃん部
- 2014年7月25日 - 隠恋ぼ ～二人だけのヒミツの時間～
- 2015年10月30日 - 通心ぼ ～ママにもナイショの時間割～
- 2018年10月26日 - 甘園ぼ ～二人だけのヒミツの遊び～

### はちみつそふと
- 2018年2月22日 - HarmonEy
- 2019年1月25日 - ノットフィクション!
- 2019年12月20日 - SugarKiss!
- 2020年3月27日 - アイシング -love coating-

### ましゅまろそふと
- 2019年3月29日 - らぶこみゅ
- 2020年3月27日 - あまママほりっく
- 2020年6月26日 - シスターレッスン

### DESSERT Soft
- 2019年5月31日発売 - 彼女は友達ですか? 恋人ですか? それともトメフレですか?
- 2020年1月31日発売 - 神様のしっぽ ～干支神さまたちの恩返し～
- 2021年9月24日発売 - 彼女は友達ですか?恋人ですか?それともトメフレですか? Second
- 2022年5月27日発売 - ナマイキJKライブラリー
- 2023年5月26日発売 - WANNABE→CREATORS
- 2024年2月22日発売 - 二股野郎とパパ活姉妹[2]
- 2024年3月23日発売 - 彼女は友達ですか? 恋人ですか? それともトメフレですか? W
- 2025年6月27日発売 - ワナクリ2